# Chuck Palahniuk
Charles Michael "Chuck" Palahniuk (/ˈpɔːlənɪk/ Pasco, Washington; 21 de febrero de 1962) es un novelista satírico estadounidense y periodista independiente residente en Portland (Oregón). Es famoso por su galardonada novela Fight Club (El club de la lucha/El club de la pelea), que posteriormente David Fincher adaptó al cine. En torno a su web oficial se reúne uno de los mayores grupos de seguidores de escritores en Internet. Sus obras, similares en estilo a las de Bret Easton Ellis, Irvine Welsh y Douglas Coupland, le han hecho uno de los novelistas más populares de la generación X.

## Biografía
Chuck Palahniuk es hijo de Carol y Fred Palahniuk (pronunciado pôlənĭk), y creció con su familia en una casa móvil en la ciudad de Burbank, en el estado de Washington. Más tarde su padre y su madre se divorciaron, y a menudo lo enviaban, junto con sus tres hermanos, a vivir con sus abuelos en su rancho ganadero del este de Washington. Sus ancestros paternos son ucranianos y los maternos franceses.
Palahniuk se graduó en 1986 de la Escuela de Periodismo de la Universidad de Oregón. En sus tiempos de estudiante, trabajó en prácticas para la cadena de radio KLCC de la National Public Radio en Eugene (Oregón). Poco después, se trasladó a Portland. Tras escribir para el periódico local durante un breve periodo, se colocó como mecánico diésel en la compañía de camiones Freightliner, donde permaneció hasta que su carrera literaria despegó. Durante ese tiempo, escribió manuales sobre reparación de camiones y trabajó una breve temporada como periodista (ocupación a la que no regresó hasta convertirse en un novelista de éxito). Tras asistir informalmente a un seminario introductorio gratuito impartido por una organización llamada Landmark Education, Palahniuk abandonó su trabajo como periodista en 1988. Palahniuk realizó trabajos voluntarios en un albergue para personas sin hogar; más tarde, también colaboró en un hospicio como acompañante, proporcionando transporte para enfermos en fase terminal y llevándoles a reuniones de grupos de apoyo. Dejó los trabajos sociales tras la muerte de un paciente con quien se había encariñado (Palahniuk, pp. 195-199).
Palahniuk se convertiría también en su edad adulta en miembro de la rebelde Cacophony Society. Es un participante habitual en sus acontecimientos, incluyendo el SantaCon (una fiesta de Navidad pública que incluye bromas y borracheras), que se celebra anualmente en Portland. Su participación en la Cacophony Society inspiró algunos de los sucesos de sus libros, tanto ficticios como reales. Notablemente, usó a la Cacophony Society como base para el Proyecto Mayhem en El club de la lucha.
Palahniuk comenzó a escribir ficción cuando tenía más de treinta años mientras acudía a talleres impartidos por Tom Spanbauer, a los que iba para hacer nuevos amigos, según él mismo recuerda. Spanbauer inspiró en gran medida el estilo minimalista de Palahniuk. Su primer libro, Insomnia: If You Lived Here, You'd Be Home Already, nunca se publicó debido a su desilusión con la historia (aunque rescató una pequeña parte y la usó en El club de la lucha). Cuando intentó publicar su siguiente obra, Monstruos invisibles, los editores la rechazaron por ser demasiado perturbadora. Esto le llevó a escribir su más famosa novela, El club de la lucha, con el objeto de intentar perturbar al editor incluso más para que la rechazara. Palahniuk escribió esta historia en su tiempo libre mientras trabajaba para Freightliner. Tras aparecer inicialmente como una historia corta en la recopilación Pursuit of Happiness (en la cual sería el capítulo 6), Palahniuk la amplió hasta una novela, la que, en contra de sus expectativas, el editor estuvo dispuesto a publicar. Aunque la primera edición recibió críticas positivas y algunos premios, estuvo poco tiempo a la venta. Sin embargo, el libro se abrió camino hasta Hollywood, donde David Fincher realizó una adaptación cinematográfica en 1999. Fue un fracaso en taquilla (aunque ocupó el primer puesto en la recaudación de su primer fin de semana de exhibición en Estados Unidos), pero pronto se convirtió en una película de culto tras ser lanzada en DVD. La novela ha sido reeditada tres veces en edición de bolsillo: en 1999, en 2004 (con un nuevo prólogo del autor sobre el éxito de la adaptación cinematográfica) y en 2005 (con un epílogo de Palahniuk).
Una versión revisada de Monstruos invisibles, y su cuarta novela, Superviviente, se publicaron ese año, lo que permitió a Palahniuk convertirse en una estrella. Pocos años después Palahniuk consiguió su primer superventas en la lista del New York Times con Asfixia. Desde entonces, los libros de Palahniuk han repetido con frecuencia este éxito.[cita requerida]
1999 fue también un año que le acarreó una gran tragedia personal. Su padre Fred había empezado a salir con Donna Fontaine, una mujer a quien había conocido a través de un anuncio de contacto bajo el título de Kismet y quien había logrado enviar a prisión a su anterior novio, Dale Shackleford, por abuso sexual. Este había jurado matarla tan pronto saliera de la cárcel. Palahniuk cree que mediante su anuncio de contacto Fontaine estaba buscando a un hombre que pudiera protegerla. Tras ser liberado, Shackleford siguió a Fontaine y a Fred Palahniuk hasta la casa de ella en Kendrick (Idaho), les disparó a los dos y arrastró sus cuerpos hasta la cabaña de Fontaine, a la que prendió fuego. En la primavera de 2001, Shackleford fue declarado culpable de dos cargos de asesinato en primer grado y sentenciado a muerte. Al hilo de estos sucesos, Palahniuk comenzó a trabajar en la novela Nana. Según ha declarado, la escribió para ayudarse a sobrellevar el haber ayudado a decidir que Shackleford fuera condenado a muerte.
En septiembre de 2003, durante una entrevista dada a Karen Valby para Entertainment Weekly, Palahniuk mencionó, de manera confidencial, información sobre su pareja. Aunque muchos creían que estaba casado con una mujer (algunos periodistas afirmaban que tenía esposa), en realidad vivía con un hombre. Palahniuk, asumiendo que Valby publicaría esa información sin su consentimiento, colgó una airada grabación de audio en su sitio web en la que no sólo revelaba que es homosexual, sino que también hacía comentarios negativos sobre Valby y un miembro de su familia. Sin embargo, los temores del escritor resultaron infundados, pues Valby no reveló nada en su artículo sobre la vida personal de Palahniuk, aparte del hecho de que no estaba casado. La grabación se retiró posteriormente del sitio web, lo que algunos seguidores interpretaron como que Palahniuk se avergonzaba de su homosexualidad. Según Dennis Widmyer, el administrador de la página, la grabación no se retiró por la revelación de su homosexualidad, sino por lo que decía de Valby. Palahniuk envió después una nueva grabación a su sitio, pidiendo a sus fanes que no se tomasen a mal estos sucesos; se disculpó asimismo por su comportamiento, afirmando que desearía no haber grabado el primer mensaje.
Mientras estaba en la gira de 2003 para promover su novela Fantasmas, Palahniuk leyó a sus oyentes una historia corta titulada Tripas (Guts), un relato de accidentes relacionados con la masturbación que aparece en el libro. Se informó que unas 35 personas se desmayaron mientras oían la lectura (aunque es posible que muchos de estos incidentes fueran representados por fanes de Palahniuk como efecto humorístico). La revista Playboy lo publicó más tarde, en marzo de 2004; Palahniuk les ofreció sacar otra historia junto con este, pero los editores encontraron demasiado perturbador el segundo relato. En su gira para promover Stranger Than Fiction: True Stories en el verano de 2004, volvió a leer la historia a la audiencia, elevando el total de desmayos a 53, y más tarde a 60, durante la gira para promover la edición de bolsillo de Diario: una novela. El último desmayo ocurrió en 2023 en Mallorca (España). Aparentemente Palahniuk no da importancia a estos incidentes, que no han evitado que sus seguidores lean Tripas o sus otras obras.

## Estilo

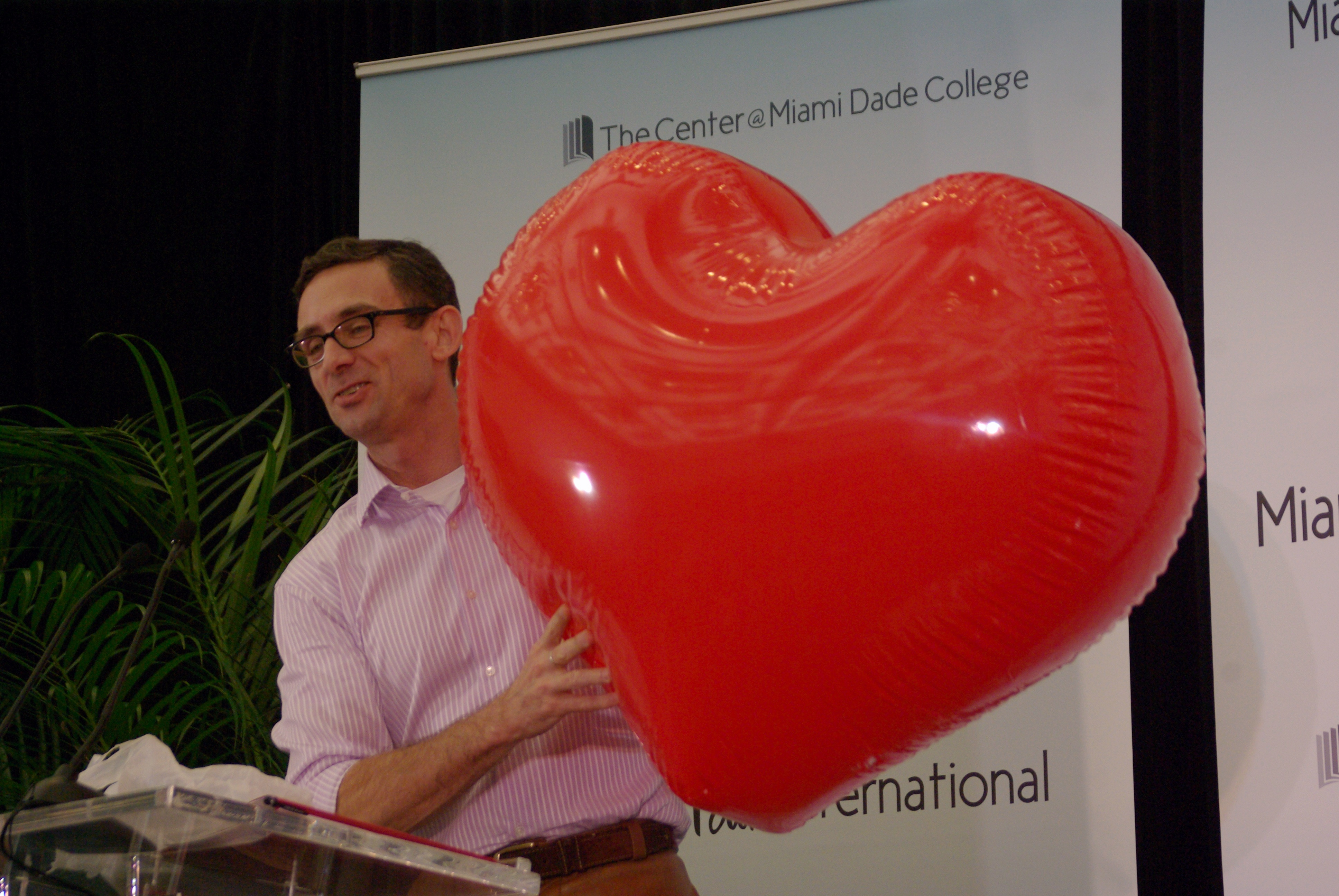
Palahniuk, en la Feria Internacional del Libro de Miami de 2011.

Los libros de Palahniuk anteriores a Nana tienen similares características. Los personajes son gente que ha sido marginada de una u otra forma por la sociedad, y que a menudo reaccionan con agresividad autodestructiva (una forma de historia que el autor gusta en describir como ficción transgresiva). Mediante estos relatos, intenta comentar los problemas actuales de la sociedad, tales como el materialismo. Sin embargo, con la controversia que rodea las obras literarias sobre dichos temas tras los atentados del 11-S, Palahniuk decidió comenzar a escribir usando un enfoque más sutil para obtener el mismo mensaje. Empezando con Nana, sus novelas han sido historias de terror satíricas. Aunque diferentes de los anteriores libros en la trama, siguen guardando muchas similitudes con obras anteriores.[cita requerida]
Los relatos de los libros de Palahniuk empiezan a menudo en el final cronológico, donde el protagonista recuerda los sucesos que le llevaron al punto en el que comienza el libro. Nana usó una variante de esto, alternando entre la narrativa normal lineal y el final cronológico tras cada pocos capítulos. Sin embargo, entre las excepciones a esta estructura se incluyen Asfixia y Diario: una novela (que son más lineales). A menudo hay un giro fundamental en la trama que se revela cerca del final del libro relacionado de alguna manera con el final cronológico (al que Palahniuk se refiere como «la pistola escondida»). Sus obras más lineales, aunque no empiecen igual, incluyen también giros parecidos en la trama.[cita requerida]
El estilo de Palahniuk se inspira en buena parte en el de escritores tales como Gordon Lish y Amy Hempel. En lo que el autor define como un enfoque minimalista, sus obras usan un vocabulario limitado y frases cortas para imitar la forma en la que una persona normal contando una historia hablaría. En una entrevista, afirmó que prefiere escribir verbos en lugar de adjetivos. Las repeticiones de ciertas frases en el relato de las historias (a las que Palahniuk llama «estribillos») son uno de los aspectos más comunes de su estilo, encontrándose dispersas en la mayoría de los capítulos de sus novelas. Palahniuk ha dicho que hay también algunos estribillos entre novelas: se dice que el color azul aciano y la ciudad de Missoula (Montana) aparecen en todos sus libros. Sin embargo, Palahniuk es famoso por su humor negro cínico e irónico que aparece en toda su obra. Es la mezcla de este sentido del humor y de los extraños sucesos sobre los que giran estas historias (considerados molestos por algunos lectores) lo que ha provocado que a veces Palahniuk sea etiquetado de «escritor impactante» por los medios.[cita requerida]
Cuando no escribe ficción, Palahniuk tiende a escribir obras cortas de no ficción. Trabajando como periodista independiente entre libro y libro, escribe ensayos y reportajes sobre una variedad de temas; a veces participa en los sucesos sobre los que escribe, teniendo estas obras mucho trabajo de campo. También ha realizado entrevistas a celebridades como Juliette Lewis y Marilyn Manson. Estas obras han aparecido en varias revistas y periódicos, tales como Los Angeles Times y Gear. Algunos de estos relatos han aparecido en su libro Stranger Than Fiction: True Stories. Fuera de su obra de no ficción, Palahniuk también incluye algunos factoides en sus obras de ficción. Según el autor, los incluye para sumergir mejor al lector en su obra. Por otra parte, cierto número de ellos son falsos o engañosos, a propósito o no.

## Crítica
Ha sido calificado de «escritor impactante» debido a la anormalidad de las situaciones en sus obras, que son tratadas con humor en lugar de con crítica. Hay también cierto cuestionamiento sobre la necesidad de los factoides no ficticios que aparecen en sus novelas, lo que no hace más que apoyar el argumento anterior. Muchos críticos afirman que sus obras son nihilistas o exploraciones del nihilismo. Sin embargo, Palahniuk afirma que en realidad es un romántico y que sus obras se toman por error como nihilistas simplemente porque expresan ideas en las que otros no creen.
Algunos críticos han afirmado que ven elementos de sexismo en sus historias. Aunque estos elementos aparecen en la adaptación cinematográfica de El club de la lucha, el guion no fue escrito por el propio Palahniuk. También hay quien sostiene que sus novelas contienen también afirmaciones chovinistas.
Laura Miller, de Salon.com, escribió una mordaz crítica de Diario: una novela, provocando la respuesta de los seguidores y del propio Palahniuk en la sección de Cartas de Salon.
Se ha argumentado asimismo que tras El club de la lucha las novelas de Palahniuk han sido demasiado parecidas estilísticamente. Por ejemplo, afirman que los narradores de El club de la lucha, Asfixia y Superviviente tienen voces y estilos de escritura muy parecidos, a pesar de proceder de ambientes radicalmente diferentes (por ejemplo, El club de la lucha es narrada por un trabajador de cuello blanco culto y cínico, mientras Superviviente es narrada por el superviviente de una secta suicida que ha crecido aislado). Las características comunes a estas tres novelas incluyen el uso de párrafos y frases muy cortas, referencias a la cultura pop y chistes cínicos sobre el statu quo.
También le han acusado de escribir sobre temas escabrosos simplemente por ser lo que se espera de él. En la crítica de Fantasmas publicada en The Onion, el autor escribió que las escenas escabrosas «se amontonan hasta el extremo de parecer que Palahniuk simplemente se reta a sí mismo a superar cada infame degradación con algo peor».
Hay también algunas discrepancias sobre el conocimiento científico de Palahniuk. Por ejemplo, en Superviviente confunde la velocidad terminal de una persona en caída libre con la aceleración de la gravedad. Que estos errores sean intencionales o no es discutible: muchas de sus novelas están llenas de leyendas urbanas, mitos y otras falsedades. Por ejemplo, poco de lo que el protagonista de Asfixia cuenta sobre la historia colonial tiene alguna base real, repitiendo viejos mitos tales como el del origen de Ring around the rosey. Sin embargo, otras historias son ciertas, como la de un joven de la época colonial condenado por zoofilia (lo que puede comprobarse en el Diario de William Bradford).

## Adaptaciones
Tras el éxito de la película de Fight Club, se generó cierto interés en adaptar Superviviente al cine. Los derechos cinematográficos de Superviviente fueron vendidos primero a comienzos de 2001, pero ningún estudio cinematográfico se ha comprometido a rodar la historia. Tras los ataques sobre El Pentágono el 11 de septiembre de 2001, los estudios aparentemente estimaron que la novela era demasiado controvertida para ser filmada. Esto se debe al hecho de que el protagonista de Superviviente secuestra un avión de pasajeros y lo estrella en el interior de Australia. Sin embargo, a mediados de 2004 la 20th Century Fox decidió comprometerse a adaptar la novela de Palahniuk. Este afirmó que el equipo responsable de la película Constantine trabajaría en Superviviente.
Mientras tanto, los derechos cinematográficos de Monstruos invisibles y Diario: una novela también se han vendido. Aunque se sabe poco de estos proyectos, sí se conoce que Jessica Biel ha firmado para interpretar los papeles de Shannon y Brandy en Monstruos invisibles, que se suponía que iba a comenzar a rodarse en 2004 pero que finalmente no se produjo. La adaptación de Asfixia, estrenada en 2008, ha sido rodada por Clark Gregg, actor, guionista y director; y protagonizada por Sam Rockwell y Anjelica Huston. David Fincher ha expresado su interés por rodar Diario: una novela como miniserie para la HBO. «»
Además de la película, El club de la lucha fue también adaptado a un videojuego de lucha lejanamente basado en la película, que fue lanzado en octubre de 2004 obteniendo unánimes malas críticas. Palahniuk ha mencionado en algunas de sus lecturas que está trabajando en un musical basado en El club de la lucha, con David Fincher y Trent Reznor. Brad Pitt, que interpretó el papel de Tyler Durden en la película, ha expresado también su interés por participar.
Las adaptaciones al cómic de Monstruos invisibles y Nana, dibujadas por Kissgz (también conocido como Gabor), están disponibles en el sitio web oficial de fanes.

## Seguidores
En 2003, miembros del sitio web oficial de Palahniuk hicieron un documental sobre su vida, titulado Postcards from the Future: The Chuck Palahniuk Documentary.
El sitio web oficial de fanes, llamado por los propios miembros «La Secta» (The Cult), ha empezado un taller de escritura donde el propio Palahniuk enseña los trucos del oficio. Cada mes Palahniuk cuelga un ensayo sobre uno de sus métodos de escritura, y contesta preguntas sobre ellos durante el siguiente mes. Palahniuk piensa recopilar todos estos ensayos en un libro sobre escritura minimalista.
Palahniuk también intenta responder cada correo que le envían sus fanes. A veces envía regalos curiosos (como manos de plástico mutiladas, tiaras del baile de graduación y máscaras) junto con sus respuestas. A menudo también reparte estos regalos a los fanes en sus lecturas, en ocasiones como premio por hacerle preguntas. Además de firmar los libros de los fanes en estas lecturas, también los marca con sellos de caucho divertidos que aluden a sus novelas (por ejemplo, un sello de «Propiedad de la Clínica de Reasignamiento de Sexo de B. Alexander» en una copia de Monstruos invisibles).
Un grupo musical británico llamado Fightstar retituló su canción Out Swimming In The Flood (llamada así por el tsunami que provocó el terremoto del océano Índico de 2004) a Palahniuk's Laughter porque pensaron que la teoría de Palahniuk sobre que las risas enlatadas grabadas en los años 1950 se siguen emitiendo actualmente era interesante.
La banda estadounidense Panic! at the Disco incluye en su disco A Fever You Can't Sweat Out muchas referencias a sus novelas. El título de la canción "The Only Difference Between Martyrdom And Suicide Is Press Coverage" fue tomado de su novela Survivor. En el tema "London Beckoned Songs About Money Written by Machines" la frase "Just for the record, the weather today is..." es una frase recurrente en Diario: una novela. En el tema "Time to Dance" es aún más notorio: la canción se basa en Monstruos invisibles, lo que se puede ver en la frase "When I say shotgun, you say wedding..." ("Cuando yo diga escopeta, tu dices boda..."), que deriva de que en la primera escena del libro hay un personaje que es disparado con una escopeta en una boda. "Give me envy, give me malice, give me your attention" ("Dame envidia, dame malicia, dame tu atención") es una frase recurrente del narrador. Mientras tanto, la frase "Walls line the bullet holes" ("Las paredes forran los hoyos de balas") se refiere a que la novela comienza con un tiroteo; "Boys will be boys hiding in estrogens" ("Los chicos serán chicos escondiéndose en estrógenos") hace referencia a que en la novela hay un travesti; y "Wearing aubergine dreams" ("Vistiendo sueños color berenjena") se refiere al color favorito de maquillaje del personaje anterior.

## Premios
- 1997: Premio de la Pacific Northwest Booksellers Association (por El club de la lucha)
- 1997: Premio a la mejor novela Oregon Book (por El club de la lucha)[18]
- 2003: Premio de la Pacific Northwest Booksellers Association (por Nana)[19]

### Novela
- El club de la lucha (Fight Club, 1996), trad. de Pedro González del Campo, publicada por El Aleph en 1999 y por Mondadori en 2010.
- Superviviente (Survivor, 1999), trad. de Pablo Álvarez, publicada por El Aleph en 2000.
- Monstruos invisibles (Invisible Monsters, 1999), trad. de Catalina Martínez, publicada por Mondadori en 2003.
- Asfixia (Choke, 2001), trad. de Javier Calvo, publicada por Mondadori en 2001.
- Nana (Lullaby, 2002), trad. de Javier Calvo, publicada por Mondadori en 2003.
- Diario: una novela (Diary, 2003), trad. de Javier Calvo, publicada por Mondadori en 2004.
- Fantasmas (Haunted, 2005), trad. de Javier Calvo, publicada por Mondadori en 2006.
- Rant: La vida de un asesino (Rant, 2007), trad. de Javier Calvo, publicada por Mondadori en 2007.
- Snuff (Snuff, 2008), trad. de Javier Calvo, publicada por Mondadori en 2010.
- Pigmeo (Pygmy, 2009), trad. de Javier Calvo, publicada por Mondadori en 2011.
- Al desnudo (Tell-All, 2010), trad. de Javier Calvo, publicada por Mondadori en 2012.
- Condenada (Damned, 2011), trad. de Javier Calvo, publicada por Mondadori en 2013.
- Invisible Monsters Remix (Invisible Monsters Remix, 2012). No traducida todavía al español.
- Maldita (Doomed, 2013), trad. de Javier Calvo, publicada por Literatura Random House en 2015.
- Eres hermosa (Beautiful You, 2014), trad. de Javier Calvo, publicada por Literatura Random House en 2016.
- Invéntate algo: Relatos que no te podrás sacar de la cabeza (Make Something Up, 2015), trad. de Javier Calvo, publicada por Literatura Random House en 2018.
- El día del ajuste (Adjustment Day, 2018), publicada por Literatura Random House en 2021.
- La invención del sonido (The invention of sound, 2020), publicada por Literatura Random House en 2024.

### Novelas cortas
- "Guts", en Playboy (2004) - este relato después sería incluído en su libro Haunted.
- "Fetch", en Dark Delicacies III (2009)
- "Loser", en Stories (2010)
- "Romance", en Playboy (2011)
- "Cannibal", en Playboy (2017)[20]

### Novelas gráficas
- Fight Club 2 (2015), novela gráfica. Publicada por Reservoir Books en 2016.

- Fight Club 3 (2021), novela gráfica. Publicada por Reservoir Books en 2021.

### Libros de no ficción
- Fugitives and Refugees: A Walk in Portland, Oregon (2003)
- Error humano (Stranger Than Fiction: True Stories, 2004), trad. de Javier Calvo, publicada por Mondadori en 2005. Compendio de crónicas, retratos de estrellas e historias íntimas.
- You Do Not Talk About Fight Club: I Am Jack's Completely Unauthorized Essay Collection (2008). Introducción del autor.